# Pete Beaudreau
Pete Beaudreau ist ein US-amerikanischer Filmeditor.

## Leben
Beaudreau strebte bereits nach Beendigung der Schule eine Karriere als Filmeditor an, fand jedoch zunächst keine Projekte. Er begann dann ein Studium der Filmwissenschaften an der State University of New York at Purchase. Bei der Erstellung seiner Studienfilme hatte er meist aus Kostengründen nur wenig Filmmaterial zur Verfügung und verbrachte sehr viel Zeit im Schneideraum, um mit dem Material möglichst effizient umzugehen.
Während einer Tätigkeit als Production Coordinator bei Channel 13, WNET, lernte er den Dokumentarfilmer Pete Sillen kennen, der ihn mit zum Produktionsunternehmen Washington Square Films nahm, wo er erste kleinere Videos für Sillen und Regisseur Jeff Feurzeig schneiden konnte.
Über seinen Bruder lernte er Regisseur Cory McAbee kennen und kam so an seine erste professionelle Arbeit für den Spielfilm The American Astronaut, der beim Sundance Film Festival 2001 gezeigt wurde. Es folgten Arbeiten für weitere Indiefilme, darunter Mark Ruffalos Regiedebüt Sympathy for Delicious (2010). 2011 schnitt Beaudreau J. C. Chandors Langfilmdebüt Der große Crash – Margin Call. Auch für Chandors nächsten Film All Is Lost verantwortete Beaudreau den Schnitt. Mit Regisseur Cary Joji Fukunaga arbeitete Beaudreau am Kriegs-Drama Beasts of No Nation (2015) und der Fernsehserie Maniac (2018).

## Filmografie (Auswahl)
- 2001: The American Astronaut
- 2001: Who Is A.B.?
- 2002: XX/XY
- 2002: Freax and the City
- 2003: Deprivation
- 2004: Say Yes Quickly
- 2005: Room
- 2006: Kettle of Fish
- 2007: Never Forever
- 2007: Gardener of Eden
- 2008: Der Börsen-Crash (August)
- 2008: Life in Flight
- 2010: Sympathy for Delicious
- 2011: Der große Crash – Margin Call (Margin Call)
- 2013: All Is Lost
- 2014: The Affair (Fernsehserie, Episode 1x01)
- 2014: The Gambler
- 2015: Beasts of No Nation
- 2015: Matters of the Heart
- 2016: A Cure for Wellness
- 2018: Maniac (Fernsehserie, 6 Episoden)
- 2019: Queen & Slim
- 2022: Samaritan